# Římskokatolická farnost Pohorská Ves
Římskokatolická farnost Pohorská Ves je zaniklým územním společenstvím římských katolíků v rámci českokrumlovského vikariátu českobudějovické diecéze. Farnost zanikla k 31. prosinci 2019, jejím právním nástupcem se stala farnost Benešov nad Černou. Ta je součástí většího farního obvodu spravovaného excurrendo z Kaplic.

## O farnosti

### Historie
Pohorská Ves byla původně odlehlou dřevařskou osadou. Ta byla založena v roce 1769 a původně se jmenovala Theresiendorf, což bylo do češtiny překládáno jako Terčí Ves. Tehdy šlo spíše o samotu, protože celou zástavbu tvořily poze dva domy. Vesnice se však začala záhy rozrůstat. V roce 1785 zde byla zřízena lokálie. Kostel byl vysvěcen spolu se hřbitovem 30. září 1787. V roce 1856 byla z lokálie vytvořena samostatná farnost.

### Současnost
Bohoslužby se v bývalém farním kostele svatého Linharta konají první neděli v měsíci od 15.00 hodin, poutní mše svatá pak poslední sobotu v září od 11.00 hodin. Nepravidelně zde probíhá sobotní setkání s dětmi.